# Amor a palos
Amor a palos es una telenovela venezolana producida y transmitida por RCTV entre los años 2005 y 2006. Original del escritor Martín Hahn y producida por Jhony Pulido Mora.
Está protagonizada por Norkys Batista y Luciano D' Alessandro, las actuaciones protagónicas de Emma Rabbe, Alejandro López, Natalia Ramírez, Roberto Messuti, y con la participación antagónica de Hilda Abrahamz.
Cabe destacar que Norkys Batista protagonizó esta telenovela en su avanzado estado de gestación.

## Sinopsis
En  medio de la vorágine de una ciudad cosmopolita, vive Ana Jesús Amaral, una muchacha decente, de profundos principios cristianos y víctima de una sociedad machista. Convencida de que las mujeres tendrían un gran poder si tuvieran la sensatez de ayudarse entre sí, Ana vive según la consigna “Defiende tu dignidad, mujer”. Siguiendo sus principios, Ana emprende una lucha por apoyar a la famosa periodista Patricia Lara en un caso civil sobre la manutención del marido.
En este entorno, Ana se reencuentra con Juan Marco Coronel, quien fue un inocente amor de su infancia, el primer hombre que la besó. Ahora ese niño atrevido es un abogado brillante, quien defiende la parte del demandante.
Juan Marco es un mujeriego agnóstico que desea ganar una apuesta que hizo con su amigo, Luis Lam: si Juan Marco logra conquistar setenta mujeres en un año, su amigo le dará cien mil dólares.
Ana Jesús es la mujer número setenta que él deberá seducir. No será sencillo, pero a Juan Marco le gustan los retos. En el camino hacia su meta, Juan Marco descubrirá la esperanza y una nueva oportunidad de amar. Ana será la horma de su zapato, pero el destino les hará una jugada inesperada a ambos: Ana queda embarazada. ¿Cómo puede un donjuán conquistar al amor de su vida con engaños?
Ana Jesús no será una presa fácil y menos con el apoyo de tres mujeres que, como ella, tienen un talento especial para cambiar a los hombres: Greta Jhonson, Magdalena Lam y Virginia Revueltas.
Greta irá descubriendo las más terribles armas que tiene una mujer para manipular a un hombre: los sentimientos. Magdalena, que tiene más de treinta años, con paciencia llevará a sus redes al hombre que ama. Y finalmente Virginia, quien en su tardía soltería, descubrirá las bondades de compartir su cama con un hombre, tras la búsqueda de su sueño más preciado, la maternidad.
Todas juntas conforman un clan de mujeres, que a punta de palos obligarán a los hombres a ser a imagen y semejanza de lo que consideran el ideal masculino.

## Elenco
- Norkys Batista - Ana Jesús Amaral
- Luciano D' Alessandro - Juan Marco Coronel
- Natalia Ramírez - Magdalena Lam De Soriano
- Alejandro López - Jairo Restrepo Moreira Dos Santos
- Emma Rabbe - Virginia Revueltas
- Roberto Messuti - Tarzán /  René Cárdenas / Renato Rizzo
- Hilda Abrahamz - Pamela Johnson (nacida como Pamela Ruiz)
- Dora Mazzone - Auxiliadora Amaral De Moreira
- Eliana López - Oriana Ponce De León
- Nacarid Escalona - Elvira "Elvirita" Quintana
- Javier Valcárcel - Bonifacio "Chorlito" Cañas
- Leonardo Marrero - Victorino Soriano
- Miguel Augusto Rodríguez - Beltrán Ponce De León
- Giancarlo Pasqualotto - Luis Lam
- Miguel Ferrari - Numa Custodio Moreira
- Abril Schreiber - Greta Johnson
- Manuel Sosa - Wilfredo Zapata
- Susana Duijm (†) - Maya Johnson
- Kiara - Patricia Lara
- Juliet Lima - Rocío Vargas
- Yoletti Cabrera - Doris Salcedo
- Ivette Domínguez - Thelma Fernández
- Abelardo Behna - Lorenzo Jordán
- Kimberly Dos Ramos - Julieta Soriano Lam
- Gabriel López - Romano Restrepo
- Miguel Gutiérrez - Zacarías Moreira
- Vanessa Montesinos - Ruthy Moreira
- Belén Peláez - Paola Freitas
- Alexander Espinoza - Fermín Acosta
- Brenda Hanst - Selena Granados
- Yesenia Cuan - Kenya Impala
- Ezzio Cavallaro - Pierre /  El Hombre
- Carly Pinto - Marbella Colorado
- José Odaman - Simón Lara
- Flavio León - Aristóteles Mogollón
- Iván Mendoza - Paramédico de Ana
- Doriam Sojo - Detective Patricio
- Carlos Márquez (†) - Sr. Oropeza
- Wanda D'Isidoro - Dolores
- Deyalit López - Verónica
- Nattalie Cortez - Tula Gutiérrez
- Rosario Prieto - Zoila Revueltas
- Julie Restifo - Manuela Ponce De León
- Oswaldo Mago - Reinaldo Ponce De León
- Omaira Abinade - Sandra
- Jenny Noguera - Fernanda
- María Alejandra González - Esnaila
- Jean Samuel Khouri - Humberto
- Luis Alfonso Khouri - Juan Carlitos
- Lilibeth Morillo - Cornelia Fox
- Hugo Vásquez - Participación especial
- Patricia Fuenmayor - Participación especial
- Félix Loreto - Participación especial
- Norma Matos - Participación especial

## Libretos de escritores
- Historia Original de: Martín Hahn
- Libretos de: José Vicente Quintana, Verónica Álvarez, Benjamín Cohen, Daniel González, Karín Valecillos, Martín Hahn

## Temas musicales
- No me lo vas a creer por Maia (Tema principal de la telenovela de Ana Jesús y Juan)
- Buscando un final por Ilona (Tema de Greta y Wilfredo)
- Amor a palo limpio por Kiara y José Pablo (Tema de Virginia y Jairo)
- ¿Qué estás buscando? por Axel Fernando (Tema de Magdalena y René)

- Datos: Q4348106